# Locked In (film)
Pour plus de détails, voir Fiche technique et Distribution.
Locked In est un thriller psychologique franco-britannique réalisé par Nour Wazzi et écrit par Rowan Joffé, sorti en 2023. Il met en scène Famke Janssen, Rose Williams et Finn Cole. 
Il sort directement sur la plateforme Netflix le 1er novembre 2023.

## Synopsis
Katherine, une ancienne star de la télévision, se réveille à l'hôpital après un grave accident qui l'a laissée avec le syndrome d'enfermement, où elle est complètement paralysée et incapable de communiquer. Une infirmière nommée Nicky commence à travailler avec Katherine pour tenter de l'aider à reprendre le contrôle de son corps. Nicky cherche des informations sur Katherine auprès de Lina, l'épouse du beau-fils de Katherine, Jamie.
Le mari de Katherine était très riche et a tout laissé à son Jamie après sa mort. Jamie aspirait à l'amour et aux soins de Katherine, mais elle était souvent préoccupée par le ressentiment suscité par le fait qu'elle ait été déshéritée. Lina a pris la responsabilité de Jamie, devenant son principal soignant et nouant un lien étroit avec lui. Lina et Jamie se marièrent, mais Katherine était amère que Lina ait hérité du domaine familial en épousant Jamie.
Le Dr Robert Lawrence, le médecin de famille, s'implique dans leur vie et noue une relation amoureuse avec Lina. Cependant, Robert espère secrètement hériter de la propriété. Il prescrit à Jamie des analgésiques qui entraînent une détérioration de sa santé. Robert persuade Jamie de faire une promenade en bateau avec lui et Lina. Sur l'eau, Robert a délibérément fait chavirer le bateau et a maintenu Jamie sous l'eau jusqu'à ce qu'il se noie. Lina tente de le sauver mais échoue.
Après les funérailles de Jamie, Robert fait pression sur Lina pour qu'elle vende le manoir, mais elle résiste et réalise enfin ses véritables intentions. Robert révèle qu'il a le journal de Lina, dans lequel elle avait fantasmé sur le meurtre de Jamie, et insinue qu'elle pourrait être blâmée pour sa mort. Après que Lina découvre que Robert et Katherine ont une liaison, elle décide de partir. Robert la poursuit, tandis que Katherine intervient pour tenter de protéger Lina, mais Robert heurte Katherine avec sa voiture.
Au fur et à mesure que Katherine récupère, Nicky lui apprend à communiquer en répondant aux lettres de l'alphabet en clignant des yeux. Nicky est choqué lorsque Katherine épelle le mot « meurtre ». Lorsque Lina apprend cela, elle persuade Robert de l'aider à ramener Katherine à la maison, croyant qu'elle les impliquera tous les deux dans la mort de Jamie. Nicky les suit et dit à Lina que Katherine essaie en fait de la protéger de Robert. Lina trompe Robert et lui injecte une drogue mortelle qu'il a préparée pour Katherine, mais elle n'est pas assez forte pour le tuer. Robert l'attaque, mais elle finit par le poignarder à mort.
La police arrive plus tard au manoir et récupère le corps de Robert, sous les yeux de Lina, Katherine et Nicky. Lina demande à Nicky ce qu'elle va leur dire, mais Nicky reste silencieux.

## Fiche technique
- Réalisation : Nour Wazzi
- Scénario : Rowan Joffé
- Directeur de la photographie : Remi Adefarasin
- Montage : Fiona DeSouza
- Musique : Alex Baranowski
- Costumes : Holly Smart
- Décors : Amanda McArthur
- Production : Nicky Bentham
- Genre : Thriller
- Pays :  Royaume-Uni,  France
- Durée : 96 minutes
- Date de sortie : 1er novembre 2023 sur Netflix

## Distribution
- Famke Janssen (VF : Juliette Degenne) : Katherine
- Rose Williams (VF : Adeline Chetail) : Lina
- Alex Hassell (VF : Yann Guillemot) : Dr Robert Lawrence
- Finn Cole (VF : Julien Bouanich) : Jamie
- Anna Friel (VF : Julie Dumas) : Mackenzie, l'infirmière
- Georgia Thorne : Lina jeune
- Toby Ryan : Jamie jeune
- Karl Collins : le neurochirurgien
- Lesley Molony : la doctoresse

 Source et légende : version française (VF) sur RS Doublage

## Production
Nicky Bentham a produit pour Neon Films, avec Alison Jackson comme productrice exécutive pour Gaumont. Il s'agit du premier long métrage de la réalisatrice Nour Wazzi qui a travaillé sur un scénario de Rowan Joffé. En décembre 2022, Finn Cole, Famke Janssen et Rose Williams ont été confirmés dans les rôles principaux avec Alex Hassell et Anna Friel également au casting.
Le tournage principal a eu lieu à Londres fin 2022. Début 2023, le tournage a également pris place à St Albans, notamment dans la cathédrale de St Albans.

## Sortie
Locked In est sorti le 1er novembre 2023 sur la plateforme de streaming Netflix.

## Réception
Sur le site d’agrégation de critiques Rotten Tomatoes, 29% de 7 critiques sont positives, avec une note moyenne de 4.1/10.